# Wołowiec (Westtatra)

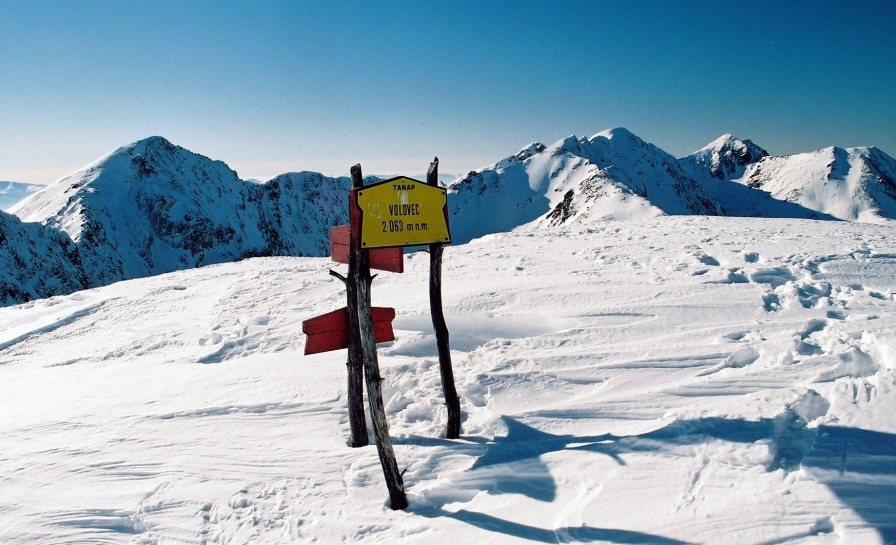
Im Winter

Die Wołowiec (tschechisch/slowakisch Volovec) ist ein 2064 m n.p.m. hoher Berg an der polnisch-slowakischen Grenze in der Westtatra.

## Lage und Umgebung
Die Staatsgrenze verläuft über den Hauptgrat der Tatra, auf dem sich die Wołowiec befindet. Nördlich des Gipfels liegt das Tal Dolina Chochołowska.

## Tourismus
Die Wołowiec ist bei Wanderern beliebt. 

### Routen zum Gipfel
Der Wanderweg auf die Wołowiec führt entlang des Hauptkamms der Tatra und der polnisch-slowakischen Grenze.
- ▬ Ein rot markierter Wanderweg führt vom Kończysty Wierch über den Gipfel zum Bergpass Liliowy Karb.
- ▬ Ein blau markierter Wanderweg führt vom Grześ über Długi Upłaz und Rakoń auf den Gipfel.
- ▬ Ein grün markierter Wanderweg führt vom Tal Dolina Chochołowska auf den Gipfel.

Als Ausgangspunkt für eine Besteigung aus den Tälern eignen sich die Ornak-Hütte und die Chochołowska-Hütte.

## Belege
- Zofia Radwańska-Paryska, Witold Henryk Paryski, Wielka encyklopedia tatrzańska, Poronin, Wyd. Górskie, 2004, ISBN 83-7104-009-1.
- Tatry Wysokie słowackie i polskie. Mapa turystyczna 1:25.000, Warszawa, 2005/06, Polkart, ISBN 83-87873-26-8.

## Panorama

Blick vom Gipfel